# Никомах (син на Аристотел)
Вижте пояснителната страница за други личности с името Никомах.
Никомах (на старогръцки: Νικόμαχος) е древногръцки философ от края на IV век пр. Хр., син на Аристотел и конкубината му Херпилис (или на Пития).
Никомах произлиза от Стагира и е внук по бащина линия на Никомах (домашен лекар на цар Аминта III) и Фестия, дъщеря на лекар от Халкида на Евбея. Той е полубрат на Пития от първата съпруга на баща му, която също се казва Пития и е племенница (или осиновена дъщеря) на Хермий, тиран на град Атарней в Мала Азия и приятел на Аристотел. Не е ясно дали Пития е майка и на Никомах.
Той е философ, ученик на Теофраст и Аристип. Той е написал Етика в шест книги и коментари към книгите по физика на баща си.